# Gračanica (gmina Prijepolje)
Gračanica (cyr. Грачаница) – wieś w Serbii, w okręgu zlatiborskim, w gminie Prijepolje. W 2011 roku liczyła 168 mieszkańców.